# Клименко, Сергей Минович
Сергей Минович Клименко (17 февраля 1929, Москва, РСФСР — 4 ноября 2016, Москва, Российская Федерация) — советский и российский вирусолог, академик РАМН (1995), академик РАН (2013).

## Биография
В 1953 году окончил Второй Московский медицинский институт имени Н. И. Пирогова по кафедре патологической физиологии, затем — аспирантуру на кафедре микробиологии имени Н. Ф. Гамалеи, где под руководством академика В. Д. Тимакова защитил кандидатскую диссертацию.
С 1956 года работал в НИИ вирусологии имени Д. И. Ивановского РАМН: младший научный сотрудник, руководитель группы электронной микроскопии, заведующий лабораторией структуры и морфогенеза вирусов. С 1987 по 2010 г. возглавлял отдел молекулярной вирусологии и занимал должность заместителя директора института по научной работе.
В 1970 г. успешно защитил докторскую диссертацию. В 1988 году — избран членом-корреспондентом РАМН, в 1995 году — академиком РАМН. В 2013 году после реформы государственных академий наук становится академиком РАН.
Под его руководством защищены 17 кандидатских и три докторские диссертации. Автор более 170 работ, среди которых «Арбовирусы и арбовирусные инфекции» (1989). Являлся председателем проблемной комиссии по вирусным гепатитам Научного совета по вирусологии РАМН, членом экспертного совета ВАК (1980), секции «Медицина и здравоохранение» по присуждению премий Правительства РФ в области науки и техники, членом редколлегии журнала «Вопросы вирусологии» и «Бюллетень экспериментальной биологии и медицины».
Похоронен на Родниковском кладбище в поселке Родники Раменского района.

## Научная и общественная деятельность
Организатор и руководитель уникальной лаборатории структуры и морфогенеза вирусов.
Осуществил исследования по упаковке ДНК Т-четных фагов, рибонуклеопротеидов вирусов гриппа и венесуэльского энцефаломиелита лошадей (ВЭЛ), получены данные о нуклеиновых кислотах в составе вирионов. С помощью бифункциональных агентов изучена конформация РНК in situ вируса ВЭЛ. Методом гетеродуплексного анализа исследована РНК вируса высоколейкомогенных и низколейкомогенных мышей.
Постоянный поиск диверсификации методик электронной микроскопии позволил получить уникальные данные по морфогенезу ряда вирусов: гриппа А, венесуэльского энцефаломиелита лошадей и других. Молекулярно-гибридизационные методы для индикации и типирования вирусных нуклеиновых кислот расширили представление о роли папилломавирусов не только в этиологии рака шейки матки, но и рака мочевого пузыря и рака гортани.
Многие годы посвятил организации научных исследований по проблемам вирусных гепатитов, уделив особое внимание диагностике и профилактике гепатита В. Существенна роль возглавлявшейся ученым лаборатории в идентификации арбовирусов, выделенных на территории России и стран СНГ в ходе экологического зондирования.
Автор более 120 работ
В 1999 году в Мексике был издан атлас на испанском языке («Atlas de Virologia»), в котором аккумулированы данные по структуре и морфогенезу многих вирусов — позвоночных, растений и бактериофагов, собранные авторским коллективом, возглавляемым С. М. Клименко.

## Награды и звания
- Государственная премия Российской Федерации в области науки и техники (1999) — за цикл работ по исследованию арбовирусов и арбовирусных инфекций на территории России и государств-участников Содружества Независимых Государств
- Премия РАМН имени Д. И. Ивановского по вирусологии (1992)

## Семья
Отец — Клименко Мина Игнатьевич (1889—1966).
Мать — Клименко Анисия Никифоровна (1895—1987).
Супруга — Клименко Елена Даниловна (21.08. 1927 — 16.01. 2017), доктор медицинских наук.
Сын — Клименко Василий Сергеевич (1954 г. рожд.), кандидат медицинских наук.
Внучка — Клименко Елена Васильевна (1978 г. рожд.).
Правнук — Зубов Николай (2002 г. рожд.).